# Placówka Straży Celnej „Solec”

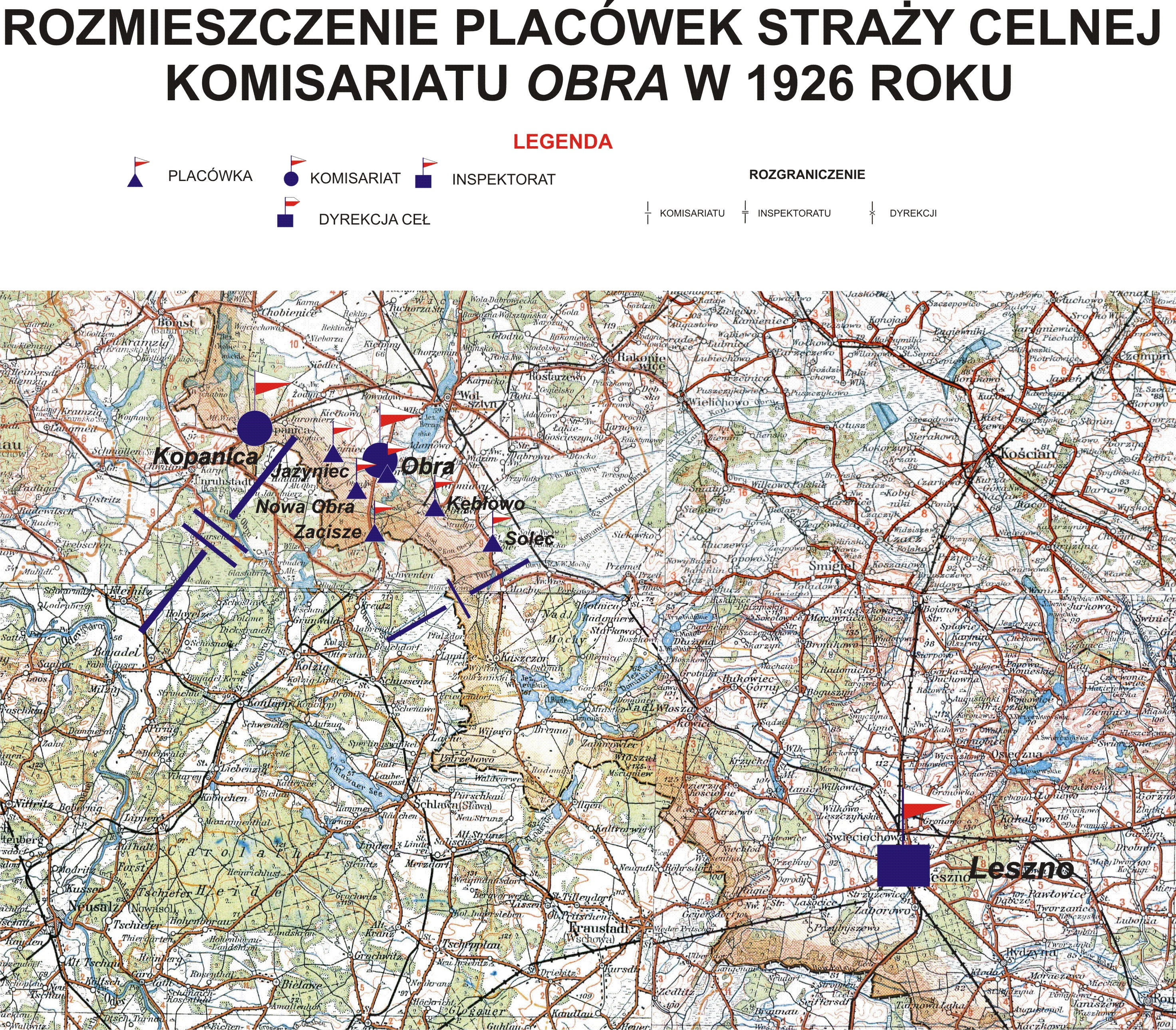
Rozmieszczenie placówek Straży Celnej Komisariatu Obra w 1926

Placówka Straży Celnej „Solec” – jednostka organizacyjna Straży Celnej pełniąca w okresie międzywojennym służbę ochronną na granicy polsko-niemieckiej.

## Formowanie i zmiany organizacyjne
Na wniosek Ministerstwa Skarbu, uchwałą z 10 marca 1920 roku, powołano do życia Straż Celną. Od połowy 1921 roku jednostki Straży Celnej rozpoczęły przejmowanie odcinków granicy od pododdziałów Batalionów Celnych. W 1921 roku we Wroniawach stacjonował sztab 2 kompanii 17 batalionu celnego. Kompania wystawiała między innymi placówkę w Solcu. Proces tworzenia Straży Celnej trwał do końca 1922 roku. Placówka Straży Celnej „Solec” weszła w podporządkowanie komisariatu Straży Celnej „Obra” z Inspektoratu SC „Leszno”.
W drugiej połowie 1927 roku przystąpiono do gruntownej reorganizacji Straży Celnej. W praktyce skutkowało to rozwiązaniem tej formacji granicznej. Ochronę północnej, zachodniej i południowej granicy państwa przejęła powołana z dniem 2 kwietnia 1928 roku Straż Graniczna. W strukturach nowo powstałej formacji placówki „Solec” nie odtworzono.

## Funkcjonariusze placówki
Kierownicy placówki
| stopień          | imię i nazwisko, numer | okres pełnienia służby | kolejne stanowisko |
| ---------------- | ---------------------- | ---------------------- | ------------------ |
| starszy strażnik | Antoni Jakóbek (1393)  | był w 1926             |                    |

Obsada personalna placówki w 1926:
- starszy strażnik Antoni Jakóbek (1393)
- strażnik Jan Kluj (1118)
- strażnik Stanisław Gonda (2921)
- strażnik Józef Staszewski (861)
- strażnik Marian Dondajewski (1093)